# Polyphida aurata
Polyphida aurata es una especie de escarabajo longicornio del género Polyphida, tribu Glaucytini, orden Coleoptera. Fue descrita científicamente por Viktora en 2015.
La especie se mantiene activa durante los meses de mayo y junio.

## Descripción
Mide 13 milímetros de longitud.

## Distribución
Se distribuye por Indonesia (Sumatra).